# Бюргерфорум

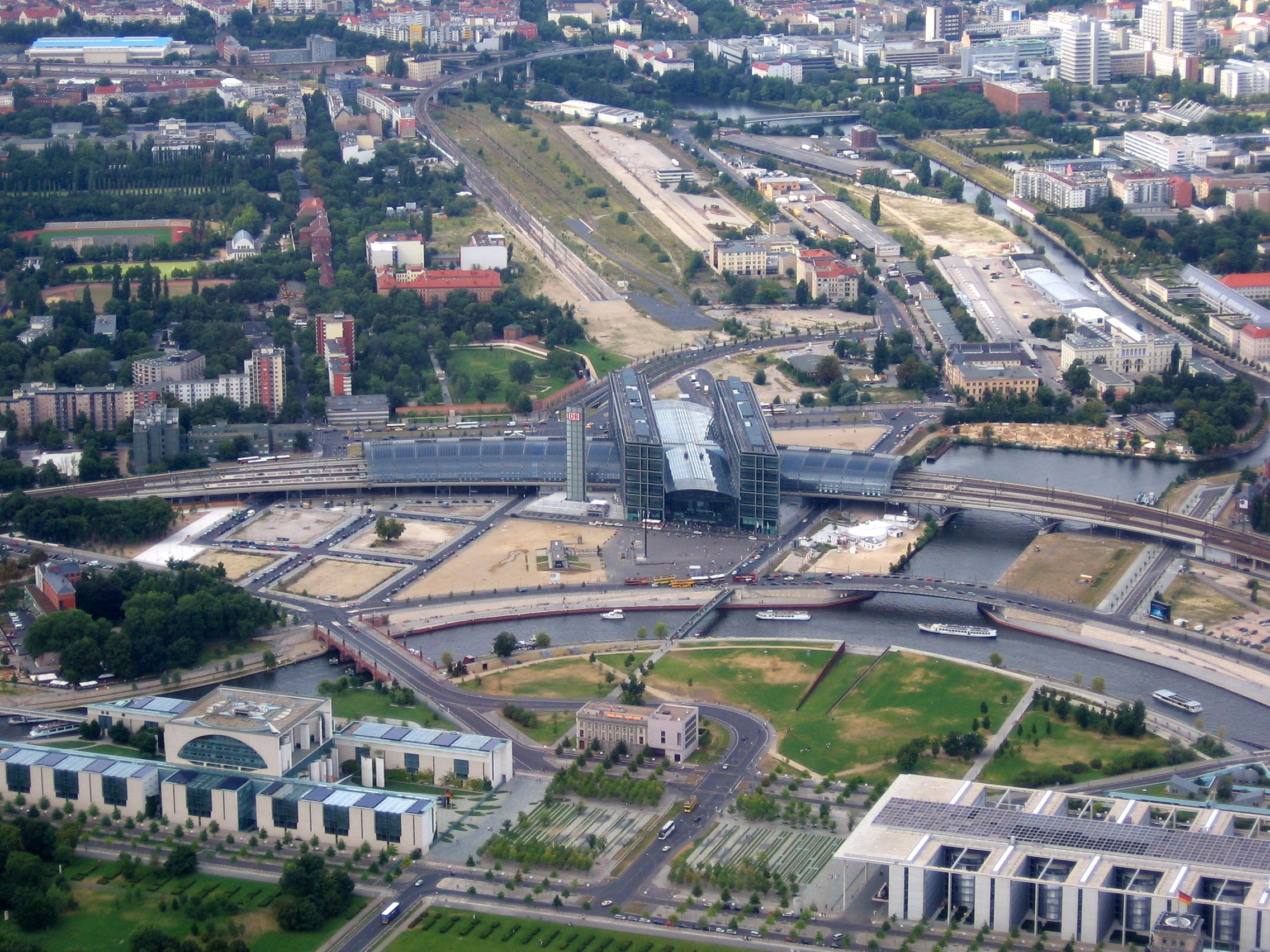
Бюргерфорум — разрыв в Федеральной ленте между Ведомством федерального канцлера (внизу слева) и Домом Пауля Лёбе (внизу справа)

Бю́ргерфорум (нем. Bürgerforum, дословно — «Гражданский форум») — площадь в Правительственном квартале Берлина. Располагается районе Тиргартен в центре участка, образованного излучиной Шпрее напротив Гумбольдской гавани, между Ведомством федерального канцлера и Домом Пауля Лёбе, в непосредственной близости со зданием Посольства Швейцарии. Входит в состав Федеральной ленты, где по первоначальному плану предполагалось построить одноимённый комплекс зданий общественного назначения — кафе, галерей и предприятий торговли. До настоящего времени строительство комплекса не началось и его сроки не известны.